# Ministère des Affaires juridiques
Le ministère des Affaires juridiques (arabe : وزارة الشؤون القانونية) est le département ministériel du gouvernement yéménite.

## Liste des ministres
| Début            | Fin      | Ministre            | Gouvernement                          |
| ---------------- | -------- | ------------------- | ------------------------------------- |
| 18 décembre 2020 | En poste | Ahmed Omar Arman    | Gouvernement Maïn Abdelmalek Saïd (2) |
| 2011             | 2014     | Mohamed al-Mekhlafi | Gouvernement Mohamed Basindawa        |
| 2007             | 2011     | Rashad al-Rasas     |                                       |
| 2006             | 2007     | Adnan al-Jafri      |                                       |

## Annexe